# Терентьева, Надежда Андреевна
Наде́жда Андре́евна Тере́нтьева (1881 — после 1934) — русская революционерка, член партии социалистов-революционеров, участница покушения на П. А. Столыпина в 1906 году.

## Биография
Дочь купца, родители рано умерли. Жила в собственном доме на Белорецком заводе. Окончила Мариинскую гимназию в Уфе и Высшие педагогические курсы в Москве.
Член Боевой организации эсеров-максималистов. Участвовала в подготовке покушения на Петра Столыпина 12 августа 1906 года. Была опознана и задержана. Суд над ней, одновременно с Н. С. Климовой, состоялся в Трубецком бастионе Петропавловской крепости. Подсудимые отказались от возражений на речь прокурора.
Факт участия в покушении на Столыпина признали, но не признали себя виновными. От кассационных жалоб отказались. Приговорены к смертной казни, позже заменённой каторгой. Терентьева отбывала каторгу в Мальцевском отделении, на Урале, (Акатуй), вышла на свободу после Февральской революции 1917 года.
В 1934 году встречалась с дочерью умершей от испанки в 1918 году подельницы Н. С. Климовой.